# Nadsvětelná rychlost
Nadsvětelná rychlost (někdy z angl. superluminální rychlost) (v angličtině je rozšířená a i v českém prostředí občas užívaná zkratka FTL z faster than light – rychlejší než světlo) je rychlost větší než rychlost světla (ve vakuu), jež činí z definice 299 792 458 metrů za sekundu. To je podle současného vědeckého poznání prezentovaného Einsteinovou teorií relativity nejvyšší rychlost, kterou lze přenášet jakoukoli formu informace. Hmotná tělesa této rychlosti nemohou vůbec dosáhnout. Některé jevy se sice dějí nebo mohou dít rychleji (pohyby zdánlivých objektů, rozpínání vesmíru, kolaps vlnové funkce), ale ani ty nepřenášejí informace nadsvětelnou rychlostí.
Byly však zpracovány mnohé teoretické koncepty připouštějící nadsvětelné rychlosti. Nadsvětelné rychlosti jsou také vděčnou rekvizitou uměleckého žánru science fiction, neboť umožňují vesmírné vzdálenosti zvládat v časech srovnatelných s časy při současných možnostech pozemského cestování.

## Nadsvětelná rychlost ve fyzice
Podle dosud nevyvrácené teorie relativity je rychlostí světla ve vakuu limitován jakýkoli přenos informace v prostoru, ať už prostřednictvím šíření silového působení nebo pohybem hmoty. Tzv. Lorentzova invariance, která z tohoto limitu vyplývá, je základem teorií interakcí v současné teoretické fyzice a doposud nebyla přesvědčivě vyvrácena žádným experimentem. Všechna předchozí pozorování nadsvětelné rychlosti pohybu hmoty či silového působení (např. nadsvětelné rychlosti u pohybu kvasarů a jiných vesmírných objektů) byla vysvětlena bez narušení principu maximální rychlosti.
Bylo však vypracováno mnoho teoretických koncepcí, které připouštějí nadsvětelný přenos informace či hmoty. Ve spojení se současně uznávanými zákony fyziky však zpravidla přinášejí logické rozpory, takže vyžadují podstatnou revoluci ve fyzikálním chápání světa. Pro hypotetickou částici pohybující se nadsvětelnou rychlostí byl zaveden název tachyon.
Limitem rychlosti světla ve vakuu není omezeno mnoho jevů, u nichž dochází k nadsvětelné rychlosti – ta však není spojena s přenosem informace.

### Nadsvětelná rychlost zdánlivých objektů
Nadsvětelnou rychlostí se může pohybovat např. hranice stínu objektu, který je mnohem blíže zdroji než stínítku. Totéž platí i pro rychlost světelné stopy paprsků z otáčejícího se zrcátka (tzv. prasátka) na velmi vzdáleném stínítku. V obou případech dochází k přenosu informace ve směru paprsku, kdežto pohyb stínu či prasátka po stínítku s takovým přenosem spojen není a proto není limitován. Dalším často uváděným příkladem je pohyb průsečíku dvou téměř rovnoběžných dlouhých tyčí (např. gilotina): pohybuje-li se jedna tyč kolmo ke druhé, pohybuje se průsečík jejich hran při dostatečně malém vzájemném úhlu tyčí libovolnou zvolenou rychlostí, i nadsvětelnou. Ani průsečík dvou přímek ovšem není objekt schopný přenést informaci při svém pohybu; nelze na něj např. v jednom místě namodulovat informaci a přenést na místo další.

### Nadsvětelná rychlost v kosmologii
Nadsvětelnou rychlostí se mohou pohybovat 2 stacionární objekty v rozpínajícím se vesmíru. V tomto případě se totiž nejedná o pohyb hmoty v prostoru (přesněji vůči prostoru), ale s rozpínajícím se prostorem. Takovéto nadsvětelné rozpínání je základem teorií vesmírné inflace, používaných ke zdůvodnění pozorovaných vlastností vesmíru.

### Nadsvětelná rychlost v prostředí
Světlo, prostupující se nějakou látkou, se pohybuje pomaleji, než je rychlost světla ve vakuu, a to v poměru indexu lomu této látky. Urychlené částice se pak v takovém prostředí mohou pohybovat rychleji, než je rychlost světla v tomto prostředí, byť se pohybují pomaleji, než je rychlost světla ve vakuu. Důsledkem je jev zvaný Čerenkovovo záření.
Nadsvětelnou rychlostí se může v prostředí pohybovat i samo světlo – je však potřeba důsledně rozlišovat, o jakou rychlost se jedná. Fázová rychlost (tj. rychlost šíření fáze intenzity elektrického pole) vzhledem k disperzi může dosahovat nadlimitních hodnot – nepředstavuje však skutečnou rychlost šíření informace a je proto obdobou rychlosti zdánlivých objektů. Rychlostí šíření energie je tzv. grupová rychlost. I ta může v blízkosti frekvencí tzv. anomální disperze převýšit rychlost světla ve vakuu. Při těchto frekvencích však dochází k velké absorpci světla, která prakticky znemožňuje průchod světla. Úplné vysvětlení s průkazem, že princip maximální rychlosti není narušen, podali v r. 1914 Arnold Sommerfeld a Léon Brillouin: Důležitá pro přenos informace je v tomto případě rychlost čela vlny (vlnového balíku), tzv. rychlost signálu – ta však nikdy nepřekročí rychlost světla ve vakuu.

### Nadsvětelná rychlost v kvantové fyzice
Podobná situace nastává v případě tzv. kvantového tunelování. I zde byly prokázány nadsvětelné rychlosti, ale vzhledem k utlumení tunelovaného signálu se ukazuje, že detekovatelný signál přichází ve skutečnosti později, i když využívá nadsvětelné rychlosti protunelování.
V těch interpretacích kvantové mechaniky, ve kterých se předpokládá tzv. kolaps vlnové funkce (kdy se při měření kvantová superpozice všech možných kvantových stavů změní na stav odpovídající konkrétní hodnotě naměřené veličiny), se tento kolaps šíří nadsvětelnou rychlostí, protože tato změna nastává podle současných představ okamžitě v celém prostoru, což podpořily i experimenty potvrzující tzv. EPR paradox, dle iniciál fyziků Einstein, Podolsky, Rosen. Ti navrhli myšlenkový experiment, ve kterém se na jedné z entanglovaných dostatečně vzdálených fotonů provede měření polarizace (které bude spojené s kolapsem kvantového stavu) a poté u druhé částice změřena polarizace dříve, než by k ní dorazilo světlo ve vakuu od první částice. Experimenty, reálně prováděné kvůli vysoké náročnosti až od 70. let minulého století, se stále vyšší spolehlivostí prokazují, že kolaps kvantové superpozice stavů se šíří rychleji, než rychlost světla ve vakuu. Ani zde se však nejedná o šíření informace a tedy ani o rozpor s principem maximální rychlosti, v tomto případě se totiž kolaps nešíří kauzálně z jedné částice ke druhé, kdy by k takovému šíření došlo nadsvětelnou rychlostí. (Podle jiných interpretací používajících koncept kvantové dekoherence k nadsvětelnému kolapsu nedochází.)

### Domnělá nadsvětelná rychlost neutrin
Při pokusech v rámci experimentu OPERA byla jednomu druhu neutrin (tzv. mionovým neutrinům) naměřena nepatrně nadsvětelná rychlost. Vzdálenost 731 km z evropského střediska CERN ve Švýcarsku do italského podzemního detektoru v Gran Sasso překonala neutrina podle měření o 60 nanosekund rychleji, než kdyby letěla rychlostí světla. Přesnost měření přitom vědci spočítali na 10–15 nanosekund. Tento výsledek by byl ve sporu se současnými představami relativistické fyziky, a proto se hledaly chyby experimentu, které by umožnily jeho vyvrácení. Jedna možná technická chyba mohla spočívat v oscilátoru používaném k tvorbě časových značek pro synchronizaci GPS, druhá v časové kalibraci připojení optického vlákna přivádějícího externí GPS signál k řídícím hodinám, jako potenciální metodická chyba byla zkoumána nesprávná relativistická synchronizace hodin. Sesterský experiment ICARUS, hledající energetické projevy nadsvětelných neutrin, žádné nezaznamenal, a novým měřením rychlosti neutrin v roce 2012 vyvrátil její nadsvětelnost.
Nakonec v roce 2012 i tým OPERA potvrdil po revizi a započtení přístrojových vlivů nesprávnost předchozích výsledků.

## Nadsvětelná rychlost v literatuře, filmu a televizi
Kromě spekulací v teoretické fyzice se hypotetickými způsoby, jak dosáhnout přepravy nebo komunikace nadsvětelnou rychlostí, zabývá zejména science fiction. Mezi takové fiktivní technologie patří cestování hyperprostorem, warp, teleportace apod., využívány jsou i přírodní nebo umělé červí díry.
FTL pohon ve sci-fi lze obvykle zařadit do tří kategorií
Warp - Založený na deformaci časoprostoru okolo lodi, jeho výhodou je především univerzálnost, nevýhodou bývá nižší rychlost.
Hyperpohon - Umožňuje lodi vstoupit do jiné dimenze (obvykle nazývané hyperprostor), kde neplatí zákony relativity či má jinou topografii, což umožňuje rychlé cestování. Cestování hyperprostorem bývá rychlé, ale obvykle je omezeno na známé hyperprostorové trasy, neboť hyperprostor může být ovlivněn reálným prostorem a hrozí například střet s gravitační studnou hvězdy či černé díry.
Skokový pohon, pohon červí dírou - Umožní lodi okamžitý přesun mezi dvěma body ve vesmíru pomocí červí díry. Nevýhodou je, že je k tomu obvykle nutné stacionární zařízení (hvězdná brána) a z lodí jsou tímto pohonem obvykle vybavovány jen ty největší, což většině lodí omezuje cestování mezi bránami na podsvětelnou rychlost.

## Podsvětelná rychlost
Rychlost pohybu, která je rovna rychlosti světla ve vakuu, se označuje jako světelná rychlost.
Rychlost pohybu, která je menší než světelná rychlost, se označuje jako podsvětelná rychlost. Všechny pohyby hmotných částic mají rychlost podsvětelnou.